# Tuta da moto

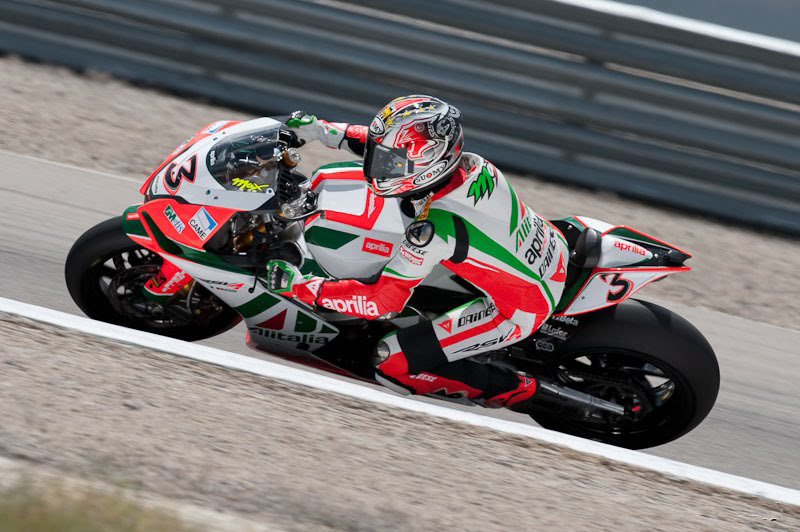
La tuta in pelle di canguro di Max Biaggi con protezioni e gobba posteriore

La tuta da moto è un capo di vestiario appositamente confezionato per l'uso motociclistico.
Una tuta da moto, per essere definita come protettiva, deve essere omologata secondo la norma EN 13595, fino al 2013 molti capi per motociclisti (tute da moto comprese) non hanno questa omologazione e sono ufficialmente destinati all'uso nel "tempo libero".

## Descrizione
La tuta da moto è un capo di vestiario destinato a proteggere il corpo del/della pilota, riducendo gli effetti della caduta, inoltre può aumentare la penetrazione aerodinamica e conferire un maggiore comfort di guida. Questo abbigliamento è caratterizzato da un giubbotto e da un paio di pantaloni, generalmente in pelle e in un sol pezzo, ma esistono diversi materiali e versioni; alcuni capi possono avere la predisposizione per ausili destinati a un determinato stile di guida, come le saponette.
La tuta da moto, è generalmente utilizzata assieme ad altri indumenti (come gli stivali e i guanti), e protezioni complementari (per schiena, torace, spalle gomiti e anche); recentemente sono stati introdotti sistemi simili all'air bag per ridurre possibili danni da impatto alla colonna vertebrale. Come per la tuta da moto, per ognuno di questi elementi esiste una specifica omologazione se destinati all'uso motociclistico.

## Storia ed evoluzione
La prima tuta da moto in pelle apparve sui circuiti europei durante il campionato del mondo di velocità nel 1950. Ad indossarla fu il futuro campione del mondo Geoff Duke, il quale dedicava una certosina attenzione ad ogni particolare aerodinamico e si era fatto confezionare questo tipo di indumento, in pelle bovina, dal maestro pellaio inglese Frank Barker. L'indumento venne subito adottato anche dalla maggior parte dei piloti. 
Tuttavia l'invenzione della tuta da moto è molto più datata ed è compresa tra le molte innovazioni in ambito motociclistico, escogitate dal geniale Pa' Norton, nel primo decennio del XX secolo. In previsione del suo debutto al Tourist Trophy, nel 1909, Norton realizzò una tuta da moto in lana, allo scopo di "minimizzare la resistenza al vento", poi passata alla storia come il "vestito di Teddy Bear"; definizione data dalla piccola figlia Grace. Norton aveva tratto ispirazione dalla calzamaglia indossata dagli acrobati del circo.
Le tute sperimentali in pelle permisero anche di migliorare la protezione dei piloti, ma per risultare efficaci aerodinamicamente dovevano essere particolarmente attillate, comportando difficoltà di movimento e altri effetti da costrizione. 
La prima tuta motociclistica moderna venne ideata nel 1954 da Giulio Cesare Carcano, direttore tecnico della Moto Guzzi, che aveva potuto osservare gli effetti negativi delle tute sui suoi piloti e in particolare, su Duilio Agostini, giunto al traguardo semi-svenuto a causa del collare in pelle che, messo in tensione dalla posizione raccolta, aveva quasi strozzato il pilota di Mandello.
Carcano costruì un trespolo che riproduceva gli appoggi alla moto, sul quale far salire il pilota durante la presa delle misure del mastro pellaio. In questo modo si poteva confezionare una tuta dalla giusta conformazione per le gare. Soprattutto, fu possibile aumentare lo spessore del pellame, senza compromettere l'azione e comfort del pilota ed aumentare la protettività del capo d'abbigliamento.
Da quegli anni le tute hanno subito una costante evoluzione, principalmente dovuta ad estemporanee intuizioni dei piloti, poi attuate in serie dalle case produttrici. 
Nella seconda metà degli anni settanta, furono Barry Sheene e Roberto Gallina ad utilizzare le prime protezioni fisse alle ginocchia, divenute necessarie con lo stile di guida a gamba interna aperta, adottato da Jarno Saarinen.

Altra intuizione destinata ad avere un grande sviluppo fu quella di Jon Ekerold che ritagliava pezzi di visiera del casco per applicarli sulla tuta, in corrispondenza del ginocchio, con del nastro adesivo. Nacque così l'idea delle moderne "saponette", ovvero protezioni facilmente sostituibili, da applicare sulle tute in corrispondenza di gomiti e ginocchia. Le prime "saponette" furono realizzate in pelle, per poi passare al poliestere, al Teflon e al titanio, quest'ultimo è la causa dell'emissione di scintille che, nei primi anni del XXI secolo, accompagnava le pieghe dei piloti.
Nel 1987/1988 fece apparizione la gobba aerodinamica, che successivamente integrò anche il serbatoio dell'acqua per l'idratazione, mentre dopo assunse anche la funzione di protezione.

## Uso
Tale protezione viene normalmente utilizzata nelle competizioni su asfalto, mentre sulle competizioni da fuoristrada si utilizza la pettorina (ancora più rigida e più vicina ad un'armatura), ma il suo uso si sta sempre più imponendo anche nell'uso stradale, soprattutto in versioni più leggere, come il giubbotto quattro-stagioni, ma anche vere e proprie tute da competizione.